# Falun (Kansas)
Falun es un lugar designado por el censo (en inglés, census-designated place, CDP) ubicado en el condado de Saline, Kansas, Estados Unidos. Según el censo de 2020, tiene una población de 83 habitantes.

## Geografía
La localidad está ubicada en las coordenadas 38°40′28″N 97°45′4″O / 38.67444, -97.75111 (38.674449, -97.751145).